# Јорков рејтинг
Јорк рејтинг (енгл. York rating), је била процена шпанског долара у рачуноводственом систему канадске фунте (£sd). Јорк рејтинг је поставио долар на 8 шилинга (1 реал = 1 шилинг). Процена је добила име по колонији Њујорк у којој је усвојена (види њујоршку фунту). Такође су га користили у Горњој Канади лојалисти Уједињеног Краљевства након америчког рата за независност (види канадски долар).